# Фридрих Людвиг Шлезвиг-Гольштейн-Зондербург-Бекский
Фридрих Людвиг Гольштейн-Зондербург-Бекский (нем. Friedrich Ludwig von Holstein-Sonderburg-Beck; 6 апреля 1653, Бек — 7 марта 1728, Кёнигсберг) — титулярный герцог Шлезвиг-Гольштейн-Зондербург-Бекский.

## Биография
Фридрих Людвиг Гольштейн-Зондербург-Бекский — сын Филиппа Августа, герцога Шлезвиг-Гольштейн-Бекского и графини Марии Сибиллы Нассау-Саарбрюккенской. Фридрих умер в Кёнигсберге .
Фридрих Людвиг был только титулярным герцогом, потому что не унаследовал территорию Бека. Она была унаследована в 1689 году сыном старшего брата, герцога Августа. Сын Августа, герцог Фридрих Вильгельм I, был убит в битве при Франкавилла в Сицилии в 1719 году, оставив после себя вдову, урожденную дону Марию Антонию Иснарди де Кастелло, графиню де Санфрё (1692—1762), и двух маленьких дочерей. Мария Антония управляла Беком совместно со свекровью, герцогиней Луизой Гедвигой Шлезвиг-Гольштейн-Бекской, урождённой графиней Липпе-Бюкебург-Шаумбургской. В 1732 году Бек был выкуплен у Марии Антонии Фридрихом Вильгельмом II, повторно объединившим герцогский титул и герцогские земли.

## Семья
1 января 1685 года в Августенбурге Фридрих Людвиг женился на Луизе Шарлотте Шлезвиг-Гольштейн-Зондербург-Августенбургской, дочери Эрнста Гюнтера, герцога Шлезвиг-Гольштейн-Зондербург-Августенбургского и Августы Глюксбургской. У них было несколько детей:
- Доротея (24 ноября 1685 — 25 декабря 1761)
- Фридрих Вильгельм II (18 июня 1687 — 11 ноября 1749)
- Фридрих (25 августа 1688 — 5 ноября 1688)
- София (15 августа 1689 — 8 октября 1693)
- Карл Людвиг (1690—1774), женат на Анне Ожельской
- Амелия (22 сентября 1691 — 11 августа 1693)
- Филипп Вильгельм (10 июня 1693 — ? ноября 1729)
- Луиза (27 августа 1694 — 10 января 1773)
- Пётр Август (1697—1775), женат на Софии Гессен-Филипстальской, затем на Наталье Николаевне Головиной
- София Генриетта (18 декабря 1698 — 9 января 1768) — супруга с 1736 года графа и бургграфа Альбрехта Кристофа Дона-Шлобиттен-Лейстенауского (1698—1752)
- Шарлотта (15 марта 1700 — 19 июля 1785)

В качестве герцога Фридриха Людвига сменил его старший сын Фридрих Вильгельм II (1687—1749), чей единственный сын — герцог Фридрих Вильгельм III — погиб в бою в Праге в 1757 году. А затем последовательно правили его младшие сыновья, Карл Людвиг (1690—1774), и Пётр Август (1697—1775).